# Горња Црнућа
Горња Црнућа је насеље у Србији у општини Горњи Милановац у Моравичком округу. Према попису из 2022. било је 129 становника. Удаљено је 22 км од Горњег Милановца. Налази се поред пута за Крагујевац, на подручју Горње Груже и на јужним падинама планине Рудник, на надморској висини од 560 до 700 м. Захвата површину од 1.432 ха.
Овде се налазе Стари споменици на сеоском гробљу у Горњој Црнући (општина Горњи Милановац), Крајпуташ Милисаву Ђорђевићу и Милошев конак.

## Историјат
Челник Радич Поступовић био је власник овог села током средњовековне Србије. Године 1429. подарио га је својој задужбини, манастиру Враћевшници. У овом селу он је имао и сопствени двор.
Горња и Доња Црнућа раније су била спојена у једно село под називом Црнућа, успостављено надомак предсловенског насеља. Основано је на месту познатом као Градина, на којем су пронађени и остаци Јерининог града. Црнућа се у списима најраније појављује 1429. године и то у повељи деспота Ђурађа Бранковића. Насеље какво данас познајемо настало је крајем 18. и почетком 19. века. Постоји легенда да је на јужним обронцима Рудника, близу реке Груже, постојало село Белућа и да је из њега у Косовски бој кренуло 77 ратника од којих ниједан није преживео. Све удовице и мајке преминулих ратника су се обукле у црно и од тада је Белућа постала Црнућа.
Пред турском најездом становништво се делом иселило а делом повукло према планини Руднику. По ослобођењу од Турака становници су се из планине спуштали ка долини и тако су настала два села.
На брду Градина (тј. у Јеринином граду, како га народ зове) налази се археолошко налазиште.
У селу је рођен игуман манастира Моравци Герасим Ђорђевић – Хаџи Ђера, организатор Првог српског устанка, кога су Турци убили у сечи кнезова 1804. године.
У ратовима у периоду од 1912. до 1918. године село је дало 141 ратника. Погинуло их је 66 а 75 је преживело.

## Демографија
У пописима село је 1910. године имало 629 становника, 1921. године 624, а 2002. године тај број је спао на 231.
У насељу Горња Црнућа живи 213 пунолетних становника, а просечна старост становништва износи 51,1 година (50,9 код мушкараца и 51,3 код жена). У насељу има 86 домаћинстава, а просечан број чланова по домаћинству је 2,78.
Ово насеље је великим делом насељено Србима (према попису из 2002. године), а у последња три пописа, примећен је пад у броју становника.
|  |

| Демографија | Демографија | Демографија |
| Година      | Становника  | Становника  |
| ----------- | ----------- | ----------- |
| 1948.       | 712         |             |
| 1953.       | 668         |             |
| 1961.       | 619         |             |
| 1971.       | 483         |             |
| 1981.       | 413         |             |
| 1991.       | 319         | 318         |
| 2002.       | 239         | 239         |
| 2011.       | 175         |             |

| Етнички састав према попису из 2002.‍ | Етнички састав према попису из 2002.‍ | Етнички састав према попису из 2002.‍ | Етнички састав према попису из 2002.‍ | Етнички састав према попису из 2002.‍ |
| ------------------------------------ | ------------------------------------ | ------------------------------------ | ------------------------------------ | ------------------------------------ |
|                                      |                                      |                                      |                                      |                                      |
| Срби                                 | Срби                                 |                                      | 236                                  | 98,74%                               |
| Црногорци                            | Црногорци                            |                                      | 2                                    | 0,83%                                |
| непознато                            | непознато                            |                                      | 1                                    | 0,41%                                |

| Година пописа     | 1948. | 1953. | 1961. | 1971. | 1981. | 1991. | 2002. |
| ----------------- | ----- | ----- | ----- | ----- | ----- | ----- | ----- |
| Број домаћинстава | 128   | 131   | 127   | 116   | 108   | 102   | 86    |

| Број чланова      | 1  | 2  | 3 | 4 | 5  | 6 | 7 | 8 | 9 | 10 и више | Просек |
| ----------------- | -- | -- | - | - | -- | - | - | - | - | --------- | ------ |
| Број домаћинстава | 26 | 26 | 7 | 8 | 10 | 5 | 4 | 0 | 0 | 0         | 2,78   |

| Пол    | Укупно | Неожењен/Неудата | Ожењен/Удата | Удовац/Удовица | Разведен/Разведена | Непознато |
| ------ | ------ | ---------------- | ------------ | -------------- | ------------------ | --------- |
| Мушки  | 109    | 27               | 69           | 12             | 1                  | 0         |
| Женски | 109    | 14               | 67           | 26             | 2                  | 0         |
| УКУПНО | 218    | 41               | 136          | 38             | 3                  | 0         |

| Пол    | Укупно                    | Пољопривреда, лов и шумарство | Рибарство                            | Вађење руде и камена | Прерађивачка индустрија       |
| ------ | ------------------------- | ----------------------------- | ------------------------------------ | -------------------- | ----------------------------- |
| Мушки  | 55                        | 42                            | 0                                    | 1                    | 4                             |
| Женски | 30                        | 24                            | 0                                    | 0                    | 1                             |
| УКУПНО | 85                        | 66                            | 0                                    | 1                    | 5                             |
| Пол    | Производња и снабдевање   | Грађевинарство                | Трговина                             | Хотели и ресторани   | Саобраћај, складиштење и везе |
| Мушки  | 0                         | 1                             | 2                                    | 1                    | 2                             |
| Женски | 0                         | 0                             | 2                                    | 0                    | 0                             |
| УКУПНО | 0                         | 1                             | 4                                    | 1                    | 2                             |
| Пол    | Финансијско посредовање   | Некретнине                    | Државна управа и одбрана             | Образовање           | Здравствени и социјални рад   |
| Мушки  | 0                         | 0                             | 1                                    | 0                    | 0                             |
| Женски | 0                         | 1                             | 0                                    | 2                    | 0                             |
| УКУПНО | 0                         | 1                             | 1                                    | 2                    | 0                             |
| Пол    | Остале услужне активности | Приватна домаћинства          | Екстериторијалне организације и тела | Непознато            | Непознато                     |
| Мушки  | 0                         | 0                             | 0                                    | 1                    | 1                             |
| Женски | 0                         | 0                             | 0                                    | 0                    | 0                             |
| УКУПНО | 0                         | 0                             | 0                                    | 1                    | 1                             |

## Слике
- Старо домаћинство у Горњој Црнући
- Помоћне зграде сеоског домаћинства
- Градина
- Градина
- Градина

## Познате личности
- Милосав Мија Алексић – српски позоришни, телевизијски, филмски глумац и хумориста.